# Noxe (Seine)
Die Noxe ist ein Fluss in Frankreich, der überwiegend in der Region Grand Est verläuft. Sie entspringt unter dem Namen Ru aux Pierres im südlichen Gemeindegebiet von Le Meix-Saint-Epoing und entwässert generell in südwestlicher Richtung. Bei Villenauxe-la-Grande schwenkt sie kurz nach Südost aus und erreicht beim Ort Courtavant den ehemaligen Schifffahrtskanal Canal de Courtavant. Unter diesem Namen legt die Noxe den letzten Streckenabschnitt zurück und mündet nach insgesamt rund 33 Kilometern im Gemeindegebiet von Marnay-sur-Seine, gegenüber dem Kernkraftwerk Nogent als rechter Nebenfluss in die Seine.
Auf seinem Weg durchquert die Noxe die Départements Marne und Aube und bildet auf wenigen hundert Metern die Grenze zum Département Seine-et-Marne in der benachbarten Region Île-de-France.

## Orte am Fluss
(Reihenfolge in Fließrichtung)
- La Forestière
- Nesle-la-Reposte
- Villenauxe-la-Grande
- Barbuise
- Courtavant, Gemeinde Barbuise